# Courville-sur-Eure
Courville-sur-Eure település Franciaországban, Eure-et-Loir megyében. Lakosainak száma 2802 fő (2022. január 1.). Courville-sur-Eure Landelles, Billancelles, Saint-Arnoult-des-Bois, Saint-Luperce, Saint-Germain-le-Gaillard és Chuisnes községekkel határos.

## Népesség
A település népességének változása:
| Lakosok száma | 1972 | 2260 | 2375 | 2700 | 2819 | 2810 | 2867 | 2831 | 2812 | 2802 |
|               | 1968 | 1982 | 1990 | 2006 | 2013 | 2015 | 2017 | 2019 | 2020 | 2022 |